# Foggia Calcio 2018-2019
Questa voce raccoglie le informazioni riguardanti il Calcio Foggia nelle competizioni ufficiali della stagione 2018-2019, al termine della quale fallì e la FIGC sciolse la squadra.

## Stagione
Nella stagione 2018-2019 il Foggia disputa il campionato di Serie B raccogliendo sul campo 43 punti che sarebbelo valsi la salvezza; la penalizzazione per inadempienze economiche, inizialmente di quindici punti e in seguito ridotta a sei, ne hanno però vanificato la permanenza; i 37 punti in classifica hanno sancito il terz'ultimo posto e la relativa retrocessione in Serie C. Sono tre i tecnici che si sono alternati sulla panchina dei satanelli, con il Foggia che ha ottenuto 21 punti nel girone di andata e 22 nel girone di ritorno (penalità esclusa) con quattro lunghezze sulla zona Play-out. Ad una giornata dal termine, nonostante tutto, il Foggia è ancora in corsa per la salvezza o, eventualmente, la disputa del Play-out con Salernitana e Venezia ma, la sconfitta subita a Verona con l'Hellas (2-1) in lotta a sua volta per la promozione, ha tolto ogni speranza. Poi il 25 Luglio 2019 è giunto il fallimento del Foggia, con la necessaria ripartenza dalla Serie D.

## Divise e sponsor
Lo sponsor tecnico per la stagione 2018-2019 è Nike mentre gli sponsor ufficiali sono Wüber e VisionOttica. Due nuovi sponsor istituzionali unici per tutta la Serie B: Unibet come Top Sponsor posteriore e "Facile ristrutturare" sulla manica sinistra come patch.
| Casa | Trasferta | Terza divisa |

## Organigramma societario
Area direttiva
- Soci: Fedele Sannella, Franco Sannella
- Presidente: Lucio Fares
- Consiglieri: dott. Michele Varraso,  dott. Francesco Giustino Pompeo Arcuri

Area organizzativa
- Segretario generale: Giuseppe Severo
- Segreteria amministrativa: Dina Romano
- Biglietteria e supporter card: Giuseppe Zichella
- Supporter Liaison Officier (SLO): Domenico Cataneo

Area comunicazione
- Responsabile: Lino Zingarelli
- Addetto stampa prima squadra: Arianna Amodeo
- Addetto stampa settore giovanile: Salvatore Fratello
- Fotografo ufficiale: Federico Antonellis
- Referenti area marketing: Enzo Palma, Francesco Ordine

Area tecnica
- Direttore sportivo: Luca Nember
- Team manager: Mario De Vivo
- Allenatore: Gianluca Grassadonia, poi Gaetano Pavone (interim), poi Pasquale Padalino, poi Gianluca Grassadonia
- Allenatore in seconda: Salvatore Russo, poi Sergio Di Corcia, poi Salvatore Russo
- Collaboratore tecnico:  Pierluca Cincione, poi nessuno, poi Pierluca Cincione
- Preparatore atletico: Sergio Giovine, poi Paolo Fiore, poi Sergio Giovine
- Allenatore dei portieri: Vincenzo Di Muro, poi Nicola Dibitonto, poi Vincenzo Di Muro
- Magazzinieri: Luigi Boscaino, Dario Annecchino

Area sanitaria
- Responsabile staff medico sanitario: Antonio Macchiarola
- Staff medico sanitario: Lucio Cinquesanti, Giovanni Cristinziani, Antonio Roca
- Fisioterapisti: Andrea Smargiassi, Michele Rabbaglietti, Alessandro Schena

## Rosa
Rosa dal sito ufficiale del club, aggiornata al 28 gennaio 2019.
| N. |                      | Ruolo | Calciatore          |
| -- | -------------------- | ----- | ------------------- |
| 1  | Argentina (bandiera) | P     | Albano Bizzarri     |
| 1  | Italia (bandiera)    | P     | Nicola Leali        |
| 2  | Francia (bandiera)   | D     | Jean-Claude Billong |
| 3  | Italia (bandiera)    | D     | Luca Ranieri        |
| 4  | Italia (bandiera)    | C     | Cristian Agnelli    |
| 5  | Italia (bandiera)    | D     | Denis Tonucci       |
| 6  | Italia (bandiera)    | D     | Giuseppe Loiacono   |
| 7  | Italia (bandiera)    | C     | Leandro Greco       |
| 8  | Italia (bandiera)    | C     | Marco Carraro       |
| 9  | Italia (bandiera)    | A     | Pietro Iemmello     |
| 10 | Italia (bandiera)    | C     | Francesco Deli      |
| 11 | Germania (bandiera)  | C     | Oliver Kragl        |
| 12 | Italia (bandiera)    | P     | Simone Sarri        |
| 13 | Italia (bandiera)    | D     | Marco Zambelli      |
| 14 | Italia (bandiera)    | D     | Luca Martinelli     |
| 15 | Belgio (bandiera)    | D     | Pierre-Yves Ngawa   |
| 17 | Italia (bandiera)    | A     | Emanuele Cicerelli  |

| N. |                        | Ruolo | Calciatore             |
| -- | ---------------------- | ----- | ---------------------- |
| 18 | Italia (bandiera)      | A     | Cristian Galano        |
| 19 | Italia (bandiera)      | A     | Fabio Mazzeo           |
| 20 | Brasile (bandiera)     | C     | Lucas Chiaretti        |
| 22 | Paesi Bassi (bandiera) | P     | Andries Noppert        |
| 23 | Italia (bandiera)      | D     | Matteo Rubin           |
| 23 | Italia (bandiera)      | C     | Andrea Marcucci        |
| 25 | Italia (bandiera)      | C     | Alberto Gerbo          |
| 26 | Italia (bandiera)      | C     | Luca Rizzo             |
| 27 | Romania (bandiera)     | D     | Deian Boldor           |
| 28 | Italia (bandiera)      | D     | Gianmarco Ingrosso     |
| 29 | Francia (bandiera)     | C     | Kyllan Ramé            |
| 30 | Italia (bandiera)      | C     | Massimiliano Busellato |
| 31 | Italia (bandiera)      | D     | Michele Camporese      |
| 32 | Italia (bandiera)      | A     | Gabriele Gori          |
| 33 | Italia (bandiera)      | A     | Luca Matarese          |
| 34 | Italia (bandiera)      | D     | Federico Sonnini       |

## Calciomercato
Di seguito sono riportati i trasferimenti del calciomercato 2018-2019 del Foggia.

### Sessione estiva(dal 01/07 al 31/08)
| Acquisti | Acquisti               | Acquisti    | Acquisti                         |
| R.       | Nome                   | da          | Modalità                         |
| -------- | ---------------------- | ----------- | -------------------------------- |
| P        | Albano Bizzarri        | Udinese     | svincolato                       |
| D        | Luca Ranieri           | Fiorentina  | prestito                         |
| D        | Deian Boldor           | Verona      | prestito con obbligo di riscatto |
| D        | Michele Camporese      | Benevento   | riscatto(100.000)                |
| C        | Massimiliano Busellato | Bari        | svincolato                       |
| C        | Luca Rizzo             | Bologna     | prestito                         |
| C        | Marco Carraro          | Atalanta    | prestito                         |
| C        | Oliver Kragl           | Crotone     | riscatto(400.000)                |
| C        | Lucas Chiaretti        | Cittadella  | definitivo                       |
| A        | Pietro Iemmello        | Benevento   | prestito con diritto di riscatto |
| A        | Cristian Galano        | Parma       | prestito con diritto di riscatto |
| A        | Emanuele Cicerelli     | Salernitana | prestito                         |
| A        | Gabriele Gori          | Fiorentina  | prestito                         |

| Cessioni | Cessioni            | Cessioni    | Cessioni   |
| R.       | Nome                | a           | Modalità   |
| -------- | ------------------- | ----------- | ---------- |
| C        | Davide Agazzi       | Livorno     | definitivo |
| A        | Giacomo Beretta     | Ascoli      | definitivo |
| D        | Luca Martinelli     | Catanzaro   | definitivo |
| A        | Francesco Fedato    | Piacenza    | prestito   |
| A        | Cosimo Chiricò      | Cesena      | prestito   |
| D        | Marco Zambelli      | Feralpisalò | svincolato |
| A        | Francesco Nicastro  | Ternana     | prestito   |
| P        | Enrico Guarna       | Monza       | definitivo |
| D        | Alessandro Celli    | Teramo      | prestito   |
| D        | Giuseppe Figliomeni | Catanzaro   | definitivo |
| C        | Tommaso Coletti     | Triestina   | definitivo |
| a        | Roberto Floriano    | Bari        | definitivo |
| c        | Antonio Vacca       | Parma       | prestito   |

## Risultati

### Campionato di Serie B

#### Girone di andata
| Arbitro: | Dionisi (L'Aquila) |

|                                                      |           |                        |
| Camporese 23’ Loiacono 50’ Tonucci 54’ Cicerelli 62’ | Marcatori | 69’ Mokulu 81’ Jelenic |

| Arbitro: | Minelli (Varese) |

|                                               |           |              |
| Faraoni 31’ Firenze 49’ Nalini 54’ Rohdén 65’ | Marcatori | 90+3’ Mazzeo |

| Arbitro: | Martinelli (Tivoli) |

|           |           |                          |
| Kragl 37’ | Marcatori | 54’ Salvi 64’ Trajkovski |

| Arbitro: | Pillitteri (Palermo) |

|               |           |  |
| Gravillon 73’ | Marcatori |  |

| Arbitro: | Di Martino (Teramo) |

|                         |           |             |
| Kragl 62’ Cicerelli 85’ | Marcatori | 8’ Mazzocco |

| Arbitro: | Ros (Pordenone) |

|         |           |                                    |
| Coda 7’ | Marcatori | 24’ Kragl 48’ Camporese 60’ Galano |

| Arbitro: | Maggioni (Lecco) |

|                               |           |                    |
| Deli 10’ Galano 14’ Gerbo 72’ | Marcatori | 5’ Brosco 29’ Ganz |

| Arbitro: | Giua (Olbia) |

|                 |           |  |
| Tutino 34’, 73’ | Marcatori |  |

| Arbitro: | Aureliano (Bologna) |

|                      |           |                           |
| Deli 45’ Tonucci 52’ | Marcatori | 55’ Mancosu 74’ La Mantia |

| Arbitro: | Massimi (Termoli) |

|          |           |               |
| Iori 29’ | Marcatori | 21’ Chiaretti |

| Arbitro: | Marini (Roma) |

|                     |           |                               |
| Mazzeo 6’ Gerbo 52’ | Marcatori | 14’ Torregrossa 82’ Tremolada |

| 10 marzo 2018 12ª giornata |  | – Turno di riposo Foggia |  |  |

| La Spezia 25 novembre 2018 13ª giornata | Spezia           | 0 – 0 | Foggia | Stadio Alberto Picco\| Arbitro: \| Maggioni (Lecco) \| |
| Arbitro:                                | Maggioni (Lecco) |       |        |                                                        |

| Arbitro: | Volpi (Arezzo) |

|              |           |              |
| Iemmello 18’ | Marcatori | 45+1’ Vrioni |

| Arbitro: | Sacchi (Macerata) |

|                               |           |              |
| Diamanti 5’, 50’ A. Bruno 75’ | Marcatori | 33’ Loiacono |

| Arbitro: | Rapuano (Rimini) |

|                                   |           |           |
| Mazzeo 14’ Kragl 39’ Iemmello 42’ | Marcatori | 22’ Mogos |

| Arbitro: | Baroni (Firenze) |

|              |           |  |
| Vitale 90+2’ | Marcatori |  |

| Arbitro: | Abbattista (Molfetta) |

|                           |           |  |
| Kouan 13’, 27’ Vido 90+4’ | Marcatori |  |

| Arbitro: | Fourneau (Roma) |

|                      |           |                     |
| Mazzeo 30’ Gerbo 75’ | Marcatori | 15’ Pazzini 44’ Lee |

#### Girone di ritorno
| Arbitro: | Pillitteri (Palermo) |

|  |           |                  |
|  | Marcatori | 9’, 83’ Iemmello |

| Arbitro: | Pezzuto (Lecce) |

|  |           |                         |
|  | Marcatori | 6’ Rohdén 14’ Zanellato |

| Palermo 4 febbraio 2019 22ª giornata | Palermo           | 0 – 0 | Foggia | Stadio Renzo Barbera\| Arbitro: \| Ghersini (Genova) \| |
| Arbitro:                             | Ghersini (Genova) |       |        |                                                         |

| Arbitro: | Volpi (Arezzo) |

|          |           |                    |
| Deli 44’ | Marcatori | 67’ (rig.) Mancuso |

| Arbitro: | Piscopo (Imperia) |

|             |           |               |
| Capello 89’ | Marcatori | 45’ Chiaretti |

| Arbitro: | Marinelli (Tivoli) |

|           |           |          |
| Kragl 81’ | Marcatori | 75’ Coda |

| Arbitro: | Giua (Olbia) |

|                          |           |                      |
| Rosseti 12’ Ninkovic 44’ | Marcatori | 30’ Deli 90+5’ Kragl |

| Arbitro: | Maggioni (Lecco) |

|                    |           |  |
| Dermaku 22’ (aut.) | Marcatori |  |

| Arbitro: | Nasca (Bari) |

|               |           |  |
| La Mantia 59’ | Marcatori |  |

| Arbitro: | Baroni (Firenze) |

|                   |           |                    |
| Mazzeo 81’ (rig.) | Marcatori | 55’ (aut.) Tonucci |

| Arbitro: | Minelli (Varese) |

|                                |           |           |
| Martella 32’ A. Donnarumma 65’ | Marcatori | 5’ Galano |

| 2 aprile 2019 31ª giornata |  | – Turno di riposo Foggia |  |  |

| Arbitro: | Pillitteri (Palermo) |

|              |           |  |
| Iemmello 83’ | Marcatori |  |

| Arbitro: | Aureliano (Bologna) |

|                       |           |  |
| Di Mariano 34’ (rig.) | Marcatori |  |

| Arbitro: | Fourneau (Roma) |

|                                   |           |                  |
| M. Di Gennaro 6’ (aut.) Kragl 39’ | Marcatori | 68’, 75’ G. Gori |

| Arbitro: | Dionisi (L'Aquila) |

|           |           |  |
| Arini 90’ | Marcatori |  |

| Arbitro: | Ros (Pordenone) |

|                                           |           |            |
| Deli 19’ L. Greco 29’ (rig.) Iemmello 59’ | Marcatori | 58’ Jallow |

| Arbitro: | Di Paolo (Avezzano) |

|                     |           |  |
| L. Greco 75’ (rig.) | Marcatori |  |

| Arbitro: | Ghersini (Genova) |

|                            |           |              |
| Di Carmine 66’ (81), rig.’ | Marcatori | 53’ Iemmello |

### Coppa Italia
| Arbitro: | Illuzzi (Molfetta) |

|          |           |                               |
| Gori 73’ | Marcatori | 13’, 80’ M. Rossetti 70’ Lodi |